# Stazione di Cork Kent
La stazione di Cork Kent (in inglese Cork Kent railway station, in gaelico stáisiún Kent) è lo scalo ferroviario principale della città di Cork nell'omonima contea, Irlanda. È capolinea delle linee Dublino-Cork e Cork-Youghal.
La stazione è il fulcro del servizio ferroviario suburbano di Cork in quanto capolinea di tutte e tre le linee di questo sistema: quella proveniente da Mallow, quella proveniente da Cobh e quella proveniente da Midleton.

## Storia
Le due linee ferroviarie principali di Cork, quella che collegava la città a Dublino e quella che portava a Youghal, terminavano presso due scali diversi, in quanto in origine erano gestite da due società ferroviarie differenti, rispettivamente la Great Southern and Western Railway (GS&WR) e la Cork & Youghal railway (C&YR). Anni dopo l'acquisizione della seconda da parte della prima, le due linee terminavano ancora presso due scali separati: la prima si attestava a Penrose Quay, mentre la seconda a Summerhill.
La GS&WR decise di adattare lo scalo di Penrose Quay per le esigenze delle linee ex C&YR, per cui il 2 febbraio 1893 fu aperta la nuova stazione, ribattezzata Glanmire Road.
Il 10 aprile 1966, per il cinquantenario della rivolta di Pasqua, lo scalo fu ribattezzato Cork Kent in onore del repubblicano irlandese Thomas Kent, giustiziato dai britannici.

## Strutture ed impianti
Il piazzale ha tre binari tronchi, numerati da 1 a 3, e due binari di corsa, numerati da 4 a 5, riservati al servizio passeggeri. Un sesto binario, non accessibile da parte dell'utenza, permette ai treni merci di oltrepassare la stazione non impegnando i binari del fascio viaggiatori.

## Movimento
La stazione è servita dall'Intercity Dublino Heuston – Cork Kent e Tralee – Cork.
È capolinea delle tre linee del servizio ferroviario suburbano di Cork:
- Cork–Cobh;
- Cork–Mallow;
- Cork-Midleton.

## Servizi
- Servizi igienici
- Capolinea autolinee
- Biglietterie
- Distribuzione automatica cibi e bevande